# Jan Štulík
Jan Štulík (* 13. října 1967) je český ortoped a chirurg, specializující se na operace páteře. Je přednostou Kliniky spondylochirurgie 1. LF UK a Fakultní nemocnice Motol, která vznikla v roce 2016 jako první takto zaměřené pracoviště v Česku transformací z oddělení.
V roce 1992 promoval na 1. lékařské fakultě Univerzity Karlovy v Praze. V roce 1995 složil první atestaci v oboru ortopedie, o pět let později druhou.
V roce 2004 se habilitoval v oboru ortopedie a jako docent se stal primářem oddělení spondylochirurgie v Motole. V roce 2010 jej prezident republiky Václav Klaus jmenoval profesorem pro obor ortopedie. Ročně provádí 600 až 650 operací.
Je autorem řady odborných publikací a několika unikátních operačních postupů. Patří mezi zakládající členy České spondylochirugické společnosti. Za vědeckou a publikační činnost opakovaně získal Zahradníčkovu cenu České společnosti pro ortopedii a traumatologii, udělovanou za nejlepší odborný článek v české literatuře.

## Osobní život
Jan Štulík je podruhé ženatý, z prvního manželství má dva syny, z druhého rovněž.